# Asal (Vorname)
Asal (persisch عسل) ist ein persischer weiblicher Vorname arabischer Herkunft mit der Bedeutung „Honig“.

## Namensträgerinnen
- Asal Dardan (* 1978), iranisch-deutsche Schriftstellerin und Essayistin
- Asal Saparbaeva (* 1994), usbekische Kunstturnerin